# Cerynea tetramelanosticta
Cerynea tetramelanosticta là một loài bướm đêm trong họ Erebidae.